# 漢諾皮利亞
50°8′27″N 37°11′21″E / 50.14083°N 37.18917°E
漢諾皮利亞（烏克蘭語：Ганнопілля）是位於烏克蘭東部的村莊，由哈爾科夫州丘胡伊夫区的沃夫昌斯克市鎮負責管轄。該村距離彼得羅巴甫利夫卡3公里，始建於1885年，面積0.64平方公里，海拔高度181米，2001年人口84。